# Headed for a Heartbreak
Headed for a Heartbreak è una canzone del gruppo musicale statunitense Winger, estratta come terzo singolo dal loro album di debutto Winger nel maggio del 1989. Ha raggiunto la posizione numero 19 della Billboard Hot 100 e l'ottavo posto della Mainstream Rock Songs negli Stati Uniti.
Nel 2014 è stata indicata come la 24ª più grande power ballad di tutti i tempi da Yahoo! Music.

## Tracce
7" Single A|B Atlantic 7-88922
1. Headed for a Heartbreak (versione ridotta) – 3:59
2. State of Emergency – 3:35

12" Single A7671T
1. Headed for a Heartbreak (Remix)
2. Little Dirty Blonde
3. Headed for a Heartbreak (versione album)
4. Never – 4:05

## Classifiche
| Classifica (1989)             | Posizione massima |
| ----------------------------- | ----------------- |
| Stati Uniti                   | 19                |
| Stati Uniti (mainstream rock) | 8                 |